# Psechrus luangprabang
Espèce
Psechrus luangprabang est une espèce d'araignées aranéomorphes de la famille des Psechridae.

## Distribution
Cette espèce est endémique du Laos,.

## Étymologie
Son nom d'espèce lui a été donné en référence au lieu de sa découverte, la province de Luang Prabang

## Publication originale
- Jäger, 2007 :  Spiders from Laos with descriptions of new species (Arachnida: Araneae). Acta Arachnologica, vol. 56, no 1, p. 29-58 (texte intégral).